# Kaito Taniguchi
Kaito Taniguchi (谷口 海斗?, Taniguchi Kaito; Kihoku, 7 settembre 1995) è un calciatore giapponese, attaccante dell'Albirex Niigata.